# Charlotte Salomon
Charlotte Salomon (16. dubna 1917 Berlín – 10. října 1943 koncentrační tábor Auschwitz) byla německo-židovská umělkyně. Je známa jako autorka autobiografické série obrazů Leben? oder Theater? : Ein Singespiel (Život? nebo divadlo? : Singespiel) která sestává z 769 obrazů vytvořených v letech 1941–1943 na jihu Francie, kde se malířka ukrývala před nacisty. V říjnu 1943 byla zatčena a deportována do koncentračního tábora Auschwitz v Osvětimi, kde byla spolu se svým nenarozeným dítětem nacisty brzy po příjezdu zavražděna v plynové komoře.
V roce 2015 vydalo pařížské vydavatelství Le Tripode malířčin dopis, ve kterém se svému bývalému milenci Alfredu Wolfsohnovi přiznává k tomu, že v roce 1942 otrávila svého dědečka, který ji sexuálně zneužíval. Tato skutečnost byla po celá desetiletí neznámá.

## Životopis
Charlotte Salomon pocházela z bohaté berlínské židovské rodiny. Její rodiče se seznámili v průběhu první světové války, kdy její otec Albert Salomon (1883–1976) pracoval jako vojenský chirurg ve válečné nemocnici, její matka Franziska Grunwald (1890–1926) pracovala ve stejné nemocnici jako zdravotní sestra. V roce 1917 se manželům narodila dcera Charlotte. Citlivá a ustaraná matka spáchala sebevraždu v roce 1926, když bylo Charlotte devět let; tuto skutečnost se však dozvěděla až na jaře 1940.
V březnu 1930 se její otec znovu oženil, za manželku si vzal operní zpěvačku Paulu Lindberg (1897–2000). Když přišli v roce 1933 k moci nacisté, bylo Charlottě šestnáct let. Na události reagovala tak, že odmítla dále chodit do školy a zůstala doma.
V době, kdy německé univerzity omezovaly podíl židovských studentů na 1,5 % všech studentů — nutným předpokladem bylo, že jejich otcové sloužili na frontě v první světové válce — byla Charlotte v roce 1936 přijata na Vereinigte Staatsschulen für freie und angewandte Kunst (Spojené státní školy pro svobodná a užitá umění) v Charlottenburgu. Studovala tam dva roky malbu, ale v létě 1938 antisemitská politika Hitlerovy Třetí říše znamenala, že pro Charlotte bylo další studium příliš nebezpečné a to přesto, že za své studentské práce obdržela školní cenu. Do školy už se nevrátila.

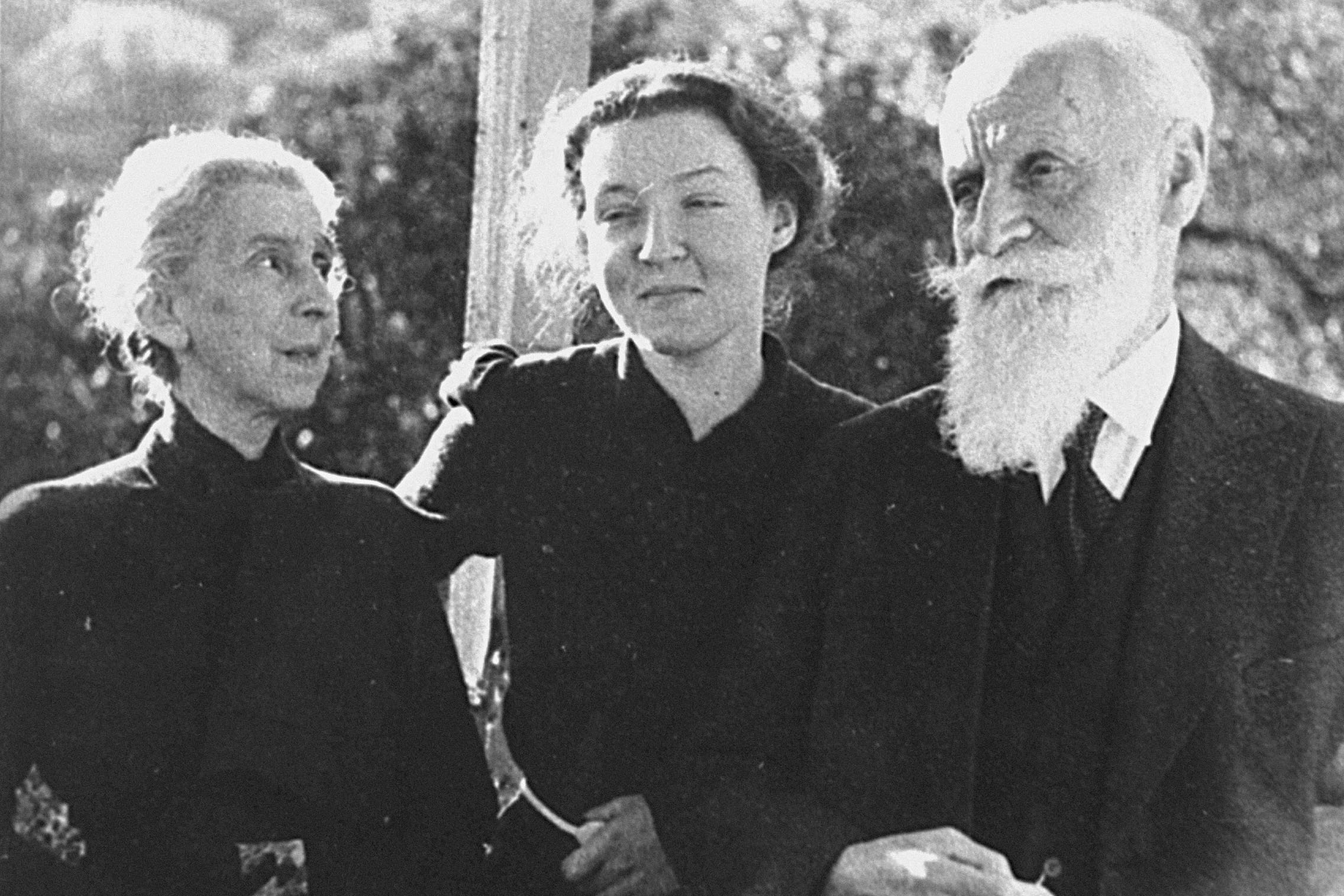
Charlotte se svými prarodiči, Villefranche-sur-Mer, 1939

Charlottin otec byl v listopadu 1938 po křišťálové noci krátce internován v koncentračním táboře Sachsenhausen a rodina Salomonů se rozhodla opustit Německo a odstěhovala se do Nizozemska. Charlotte byla poslána na jih Francie ke svým prarodičům, kteří našli útočiště ve Villefranche-sur-Mer nedaleko Nice. Bydleli v domku v areálu luxusní vily L'Ermitage (nyní zbořená) ve vlastnictví bohaté Američanky německého původu Ottilie Moore, která zachránila život několika židovských dětí. Charlotte posléze opustila se svými prarodiči vilu L'Ermitage a žila s nimi v bytě v Nice, kde se její babička pokusila o sebevraždu. Děd pak odhalil Charlottě pravdu o sebevraždě její matky a o sebevraždách její tety Charlotty, její prababičky a dalších příbuzných.
Krátce po vypuknutí války v září 1939 se Charlottině babičce další pokus o sebevraždu zdařil. Charlotte a její dědeček byli jako příslušníci nepřátelského státu internováni francouzskými úřady v internačním táboře Camp de Gurs v Pyrenejích. Charlotte vzpomíná ve svém díle Život? nebo divadlo?, že strávit noc v přeplněném vlaku je lepší než strávit noc se svým dědečkem: „Raději bych strávila deset dalších nocí, jako je tato, než jednu noc s ním“ (list 538). Její dopis zveřejněný v roce 2015 odhaluje, že ji její dědeček sexuálně zneužíval. Pro dědovu churavost byli z tábora po několika týdnech propuštěni a vrátili se do Nice. Charlotte se vzhledem k rodinným informacím a znechucení ze svého dědečka málem nervově zhroutila. Dědu považovala za největšího nepřítele, dokonce ještě před Adolfem Hitlerem.
Místní lékař, Dr. George Moridis, jí poradil, aby malovala své vzpomínky a problémy. Charlotte si pronajala pokoj v penzionu La Belle Aurore v Saint-Jean-Cap-Ferrat, kde realizovala dílo, které přežilo její krátký život. Vytvořila sérii 769 obrazů nazvanou Život? nebo divadlo?. Na jedné z textových stránek díla (list 552) uvádí, že byla vedena otázkou „zda si vzít vlastní život nebo podniknout něco neobvyklého“.
Během dvou let namalovala přes tisíc kvašů a pracovala s horečnou intenzitou. Přemalovávala své obrazy, upravovala je a přidávala k nim popisky a průsvitky s textovými komentáři. Během malby měla ve zvyku broukat si písničky. Celé dílo je mírně fantastickou autobiografií, která zachovala hlavní události jejího života – smrt její matky, studium umění ve stínu Třetí říše, její vztah s prarodiči – ale měnila jména a využívala silný prvek fantazie. Charlotte také přidala poznámky o vhodné hudbě ke zvýšení dramatického efektu a nazvala své dílo Leben? oder Theater?: Ein Singespiel (Život? nebo divadlo? hra se zpěvy, nebo lyrické drama).
V roce 1942 dostala povolení k pobytu v Nice, pokud se zde bude starat o svého dědečka. Toho v únoru 1943 otrávila (zemřel dne 12. února 1943), nakreslila jeho portrét a napsala 35stránkový dopis svému bývalému milenci Alfredu Wolfsohnovi, který ale tento dopis nikdy nedostal.
V roce 1943, když nacisté zintenzivnili hledání Židů žijících na jihu Francie, svěřila své dílo do úschovy lékaři Moridisovi ve Villefranche a adresovala jej Ottilii Moore – majitelce vily, kde se poslední léta skrývala. Údajně řekla doktorovi: „Ukryjte to v bezpečí, je to celý můj život“. Ottilie Moore předala v roce 1947 balíček Charlottiným příbuzným, kteří přežili válku.
Dne 17. června 1943 se Charlotte Salomon provdala za německého židovského uprchlíka, Alexandra Naglera, který byl správcem vily Ottilie Moore. V červenci 1943 došlo v rámci kampaně „Rafle du Vélodrome d'Hiver“ k přísnějšímu vyhledávání osob židovské národnosti v celé Francii. Dne 23. září 1943 byli Charlotte Salomon i Alexandr Nagler zatčeni, odvlečeni z domu v NIce a dopraveni železničním transportem do nacistického soustřeďovacího střediska v Drancy u Paříže. Charlotte Salomon byla tehdy pět měsíců těhotná. Dne 7. října 1943 byla odeslána transportem do koncentračního tábora Auschwitz v Osvětimi, kde byla pravděpodobně v den svého příjezdu (10. října 1943) zavražděna v plynové komoře.

## Život? nebo divadlo?
Tato série 769 kvašů je mimořádným a jedinečným dokumentem. Ke 320 kvašům jsou ještě připojeny průsvitky na pauzovacím papíru, na kterých jsou napsány komentáře k zobrazovaným scénám. Podrobně vypráví příběh malířčiny rodiny a přátel, popisuje její vlastní vnitřní život, politické pozadí a její posedlost láskou. Charlotte měla malířské vzdělání a její rodina byla vysoce kultivovaná. Způsob, jakým vypráví svůj příběh, je plný tragédie, ale vyprávění také odhaluje její humor a vtip. Série je rozdělena do tří částí: prologu, hlavní části a epilogu. Začíná velmi podrobnými a vícevrstvými obrazy života a vztahu mezi matkou a otcem. Jak se příběh odvíjí, styl se stává širším a výraznějším. Poslední „kapitoly“ jsou ve svém projevu téměř násilné, jako by si Charlotte uvědomovala svůj hrozící osud a snažila se zaznamenat detaily svého životního příběhu dříve než ji dostihne Gestapo.
Velká část cyklu Život? nebo divadlo? se zabývá její posedlostí k Amadeuovi Daberlohnovi, učiteli zpěvu své nevlastní matky Pauliny Bimbam (Charlotte dává všem svým postavám vtipné, často vícevýznamové přezdívky, skutečné jméno její nevlastní matky bylo Paula Lindberg). Tyto části jsou upřímné a přesvědčivé popisy jejího vášnivého vztahu s Alfredem Wolfsohnem – jedinou osobou, která vzala její uměleckou práci vážně. Není možné zjistit, zda Charlottin popis jejího vztahu s Wolfsohnem odpovídá skutečnosti, ale bezpochyby byl její první láskou.
V roce 1943, když jí bylo 26 let, Charlotte Salomon svěřila tento soubor obrazů Dr. Moridisovi, důvěryhodnému příteli, který léčil deprese její babičky. Byl rovněž svědkem na svatbě Charlotty Salomon s Alexandrem Naglerem.
Život? nebo divadlo? je zamýšlen jako Gesamtkunstwerk, wagnerovské „totální umělecké dílo“ v rámci tradice ambiciózní německé myšlenky devatenáctého století a chce spojit poezii, hudbu a výtvarné umění. Ale tato práce je obrácením této tradice, která měla být konečným projevem germánské kultury – místo toho je to hluboce prožité a osobní mistrovské dílo, vytvořené „mladou ženou, která patřila k údajně nepřátelské rase a která proto neměla mít dokonce ani právo na existenci, natož na místo ve společnosti".
Některé obrazy (asi dvě stě) jsou doplněny průsvitkami, které nesou doplňující text. Typickým příkladem je závěrečný kvaš Scény 1 v Prologu, který zobrazuje fiktivní Charlotte Kann (představující samotnou autorku) v posteli se svou matkou Franziskou, která popisuje Charlotte, jak nádherně je v nebi a jak tam jednoho dne (Franziska) půjde, a promění se v anděla. Slibuje jí, že jí pak napíše dopis, ve kterém jí popíše život v nebi, a položí jej Charlottě na parapet.

### Podpisový obraz
Podpisový obraz je posledním obrazem závěrečné sekce Epilog cyklu Život? nebo divadlo? Michael Steinberg poukazuje na podobnost obrazu se závěrem povídky V kárném táboře spisovatele Franze Kafky, ve které je trest smrti proveden tak, že ostré hroty popravčího stroje napíší rozsudek na záda odsouzeného. Současně poukazuje na podobnost postavy na obrazu se sochou mořské panny v Kodani, která je zde ale spojena s násilnými událostmi.
Dílo si pro vyjádření své myšlenky vyžaduje tři obrazy. Levý obraz je poslední strana čtyřstránkového textu, který zakončuje epilog. Prostřední obraz je posledním příkladem průsvitky, které se objevují v průběhu práce. Pravý obraz je kvaš, který je jedním z nejčastěji reprodukovaných obrazů souboru. Zobrazuje Charlottu Salomon klečící na břehu moře se štětcem a papírem v ruce a slovy Život nebo Divadlo na jejích zádech.
Závěrečná slova epilogu, citující myšlenky Alfreda Wolfsohna:
| „ | A s očima dokořán viděla veškerou krásu kolem sebe, viděla moře, cítila slunce a věděla, že musí na chvíli zmizet z lidského povrchu a vykonat každou oběť, aby znovu vytvořila svůj svět z hlubin. A z toho vzniklo Život nebo divadlo ??? | “ |

## Singespiel
V díle, které je autorkou označeno jako Singespiel (hra se zpěvy) jsou uvedeny odkazy na tato hudební díla.
| skladba                                                                            | pochází z díla                                                           | hudba                         | text                           | odkazuje k obrazu/obrazům                                                       |
| ---------------------------------------------------------------------------------- | ------------------------------------------------------------------------ | ----------------------------- | ------------------------------ | ------------------------------------------------------------------------------- |
| Wir winden dir den Jungfernkranz                                                   | Čarostřelec, (Der Freischütz), III. jednání                              | Carl Maria von Weber          | Johann Friedrich Kind          | M004164, M004165, M004167, M004168, M004185, M004189, M004190, M004191, M004192 |
| Am Weihnachtsbaum die Lichter brennen                                              |                                                                          | vánoční koleda                |                                | M004174                                                                         |
| Stille Nacht, heilige Nacht (Tichá noc, svatá noc)                                 |                                                                          | vánoční koleda                |                                | M004174                                                                         |
| Ach ich habe sie verloren                                                          | Orfeus a Eurydika (Orpheus und Eurydike), III. jednání                   | Christoph Willibald von Gluck |                                | M004183, M004186, M004206                                                       |
| Das Wandern ist des Müllers Lust                                                   |                                                                          | lidová píseň                  |                                | M004193, M004194, M004195                                                       |
| Das hat nicht Ruh bei Tag und Nacht, ist stets auf Wanderschaft bedacht-das Wasser |                                                                          | lidová píseň                  |                                | M004267                                                                         |
| Ich bin ja heut so glücklich                                                       | píseň z filmu Die Privatsekretärin, režiséra Wilhelma Thiele z roku 1931 | Paul Abraham                  |                                | M004195                                                                         |
| Ich weiss nicht, was soll es bedeuten (Lied von der Loreley)                       |                                                                          | Friedrich Silcher             | Heinrich Heine                 | M004202, M004204                                                                |
| Was vermeid ich denn die Wege, wo die anderen                                      | Zimní cesta                                                              | Franz Schubert                | Wilhelm Müller                 | M004202, M004231                                                                |
| Ich hab heut nacht geträumt von dir, du süsse kleine Frau                          | opereta Das Veilchen vom Montmartre (Fialka z Montmartru),               | Emmerich Kalman               | Alfred Grunwald                | M004203                                                                         |
| Ja, die Liebe hat bunte Flügel (Habanera)                                          | Carmen, I. jednání                                                       | Georges Bizet                 | Henri Meilhac a Ludovic Halévy | M004206, M004227, M004253                                                       |
| Niemand liebt dich so wie ich                                                      | duet z operety Paganini                                                  | Franz Lehár                   | Paul Knepler                   | M004207                                                                         |
| Ich bin die fesche Lola                                                            | píseň z filmu Der blaue Engel 1930                                       | Friedrich Holländer           |                                | M004208, M004209, M004210                                                       |
| Kommt all ihr Seraphim                                                             | árie z oratoria Samson                                                   | Georg Friedrich Händel        | John Milton                    | M004212                                                                         |
| Sei stille dem Herrn                                                               | árie z oratoria Elias                                                    | Felix Mendelssohn             |                                | M004214, M004414                                                                |
| Bist du bei mir, geh ich mit Freuden zum Sterben und zu meiner Ruh                 | árie BWV 503                                                             | Johann Sebastian Bach         |                                | M004217, M004218, M004250, M004251, M004379, M004380, M004395, M004510          |
| Eine kleine Nachtmusik                                                             | KV 525                                                                   | Wolfgang Amadeus Mozart       |                                | M004224, M004232, M004310, M004311, M004312                                     |
| Glücklich ist nur der, der da liebt. Freudvoll und leidvoll                        | předehra Egmont                                                          | Ludwig van Beethoven          | Johann Wolfgang Goethe         | M004229                                                                         |
| Schlage doch, gewünschte Stunde, brich doch an, gewünschter Tag                    | později zpracováno Johannem Sebastianem Bachem v kantátě BWV 53          | Georg Melchior Hoffmann       |                                | M004238                                                                         |
| In einer kleinen Konditorei                                                        |                                                                          | Fred Raymond                  | Ernst Neubach                  | M004239                                                                         |
| Ich hatt’ einen Kameraden, Einen bessern findst du nit.                            |                                                                          | Friedrich Silcher             | Ludwig Uhland                  | M004267, M004263, M004269                                                       |
| Die Fahne hoch                                                                     |                                                                          | lidová melodie                | Horst Wessel                   | M004304                                                                         |
| Der du von dem Himmel bist                                                         | Wandrers Nachtlied, D.224                                                | Franz Schubert                | Johann Wolfgang Goethe         | M004308                                                                         |
| Dopo tante e tante pene                                                            | árie z kantáty Dopo tante e tante pene                                   | Benedetto Marcello            |                                | M004309, M004317                                                                |
| Ich hört ein Bächlein rauschen                                                     | Die schöne Müllerin (Krásná mlynářka)                                    | Franz Schubert                | Wilhelm Müller                 | M004319, M004320                                                                |
| Im weissen Röss'l am Wolfgangsee                                                   | opereta U bílého koníčka (Im weißen Rößl)                                | Ralph Benatzky                | Robert Gilbert                 | M004322                                                                         |
| Allons enfants de la Patrie                                                        | Marseillaisa                                                             | Claude Joseph Rouget de Lisle | Claude Joseph Rouget de Lisle  | M004353                                                                         |
| Üb immer Treu und Redlichkeit                                                      | píseň                                                                    | Wolfgang Amadeus Mozart       | Ludwig Hölty                   | M004354                                                                         |
| Du sollst nit gehen mit kein ander Mädel                                           |                                                                          | Židovská lidová píseň         |                                | M004367                                                                         |
| Dank sei dir, Herr                                                                 |                                                                          | Siegfried Ochs                |                                | M004368                                                                         |
| Süsser Freund, du blickst mich verwundert an                                       | z cyklu písní Frauenliebe und Leben                                      | Robert Schumann               | Adelbert von Chamisso          | M004369                                                                         |
| Auf in den Kampf, Torero                                                           | Carmen, II. jednání                                                      | Georges Bizet                 | Henri Meilhac a Ludovic Halévy | M004371                                                                         |
| Halleluja, Stärk und Macht                                                         | Kantáta BWV 29: Wir danken dir, Gott                                     | Johann Sebastian Bach         |                                | M004421, M004423                                                                |
| Der Tod und das Mädchen                                                            | D 531                                                                    | Franz Schubert                | Matthias Claudius              | M004604                                                                         |
| Es war, als hätt' der Himmel die Erde still geküsst                                | Liederkreis op. 39                                                       | Robert Schumann               | Joseph Eichendorff             | M004726                                                                         |
| Morgen muss ich fort von hier                                                      |                                                                          | lidová píseň                  |                                | M004821, M004833                                                                |
| Heute Nacht oder nie                                                               | píseň z filmu Das Lied einer Nacht, 1932                                 | Mischa Spoliansky             | Marcellus Schiffer             | M004843, M004844                                                                |
| Freude, schöner Götterfunken, Tochter aus Elysium                                  | 9. symfonie, 4. věta                                                     | Ludwig van Beethoven          | Friedrich Schiller             | M004855, M004856, M004857                                                       |
| Oje, o je wie rührt mir das                                                        | Netopýr, I. jednání                                                      | Johann Strauss                | Karl Haffner, Richard Genée    | M004959                                                                         |

## Přijetí díla

### Ve výstavách a dějinách umění
Obrazy ze souboru Život? nebo divadlo? začaly být vystavovány až v šedesátých letech dvacátého století. První kniha s 80 reprodukcemi byla publikována v roce 1963 a přinesla srovnání s příběhem Anny Frankové. V roce 1971 byla sbírka svěřena do péče Joods Historisch Museum (Židovské historické muzeum) v Amsterdamu. V roce 1981 muzeum představilo 250 obrazů v narativním sledu a výstava přinesla první ohlasy kritiky.
Výstava na londýnské Královské akademii v roce 1998 byla nečekanou senzací, která pomohla vydání kompletního katalogu. Dílo Charlotte Salomon je stále poměrně málo známé, zčásti proto, že se její obrazy neobjevují na mezinárodním trhu s uměním, neboť celý archiv patří ochranné nadaci Charlotte Salomon Foundation, která sídlí rovněž v Joods Historisch Museum.
Historička umění Griselda Pollock věnovala Charlotte Salomon kapitolu ve své knize Virtuální feministické muzeum, v níž analyzuje její práci z hlediska současného umění, židovské historie a kulturní teorie.

### V literatuře
V roce 2014 vyšel román Charlotte spisovatele Davida Foenkinose, který mimo jiné získal prestižní francouzskou literární cenu Le prix Théophraste Renaudot.

### V divadelním umění
V roce 2002 uvedlo britské divadlo Horse and Bamboo Theatre hru Company of Angels.
V říjnu a listopadu 1998 byla v Divadle Bidewell v Londýně uvedena hra Judi Herman Saving Charlotte.
V říjnu a listopadu 2007 uvedlo divadlo New End Theatre v Hampsteadu hru Candidy Cave Lotte's Journey.

### Hudebně-dramatická díla

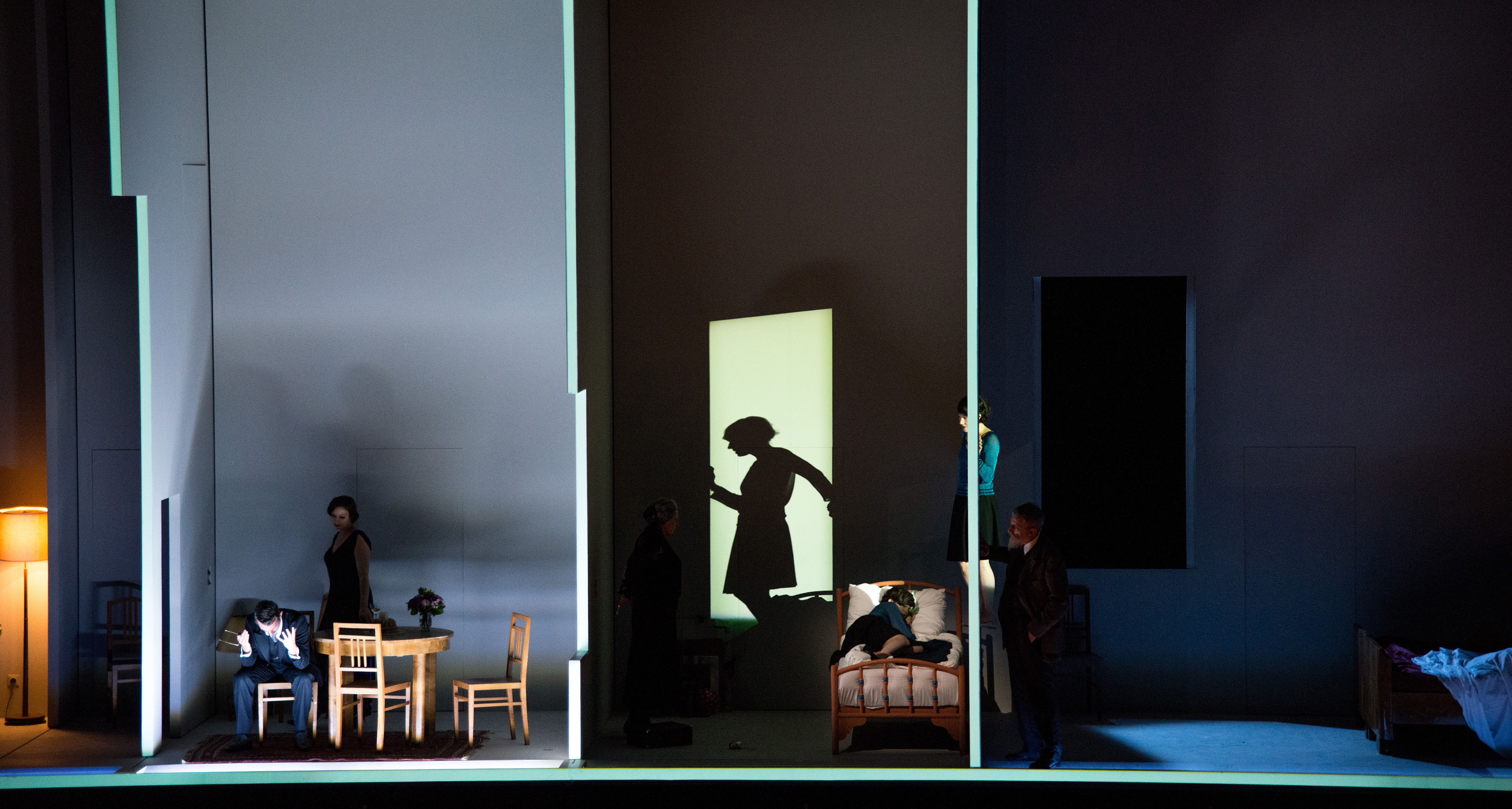
Opera Charlotte Salomon, která vznikla na objednávku Salcburského festivalu, 2014

Francouzský skladatel Marc-André Dalbavie věnoval památce umělkyně operu Charlotte Salomon, která vznikla na objednávku Salcburského festivalu. Libreto Barbary Honigmann vychází z obrazů cyklu Život? nebo divadlo? a integruje je do představení ve formě projekce. Hlavní roli Charlotte hrají dvě umělkyně, herečka a zpěvačka. Většina zpívaných partů je ve francouzštině, zatímco mluvené části jsou v němčině. Světová premiéra se konala dne 28. července 2014 v salcburském Felsenreitschule na 30metrové panoramatické scéně pod taktovkou skladatele a v režii Luc Bondyho. Dvojroli Charlotty Salomon mluvila německá herečka Johanna Wokalek a zpívala francouzská zpěvačka Marianne Crebassa. Opera dostala nadšené ohlasy veřejnosti a tisku.
V únoru 2015 představil Musiktheater im Revier (MiR) v Gelsenkirchenu baletní operu Michelle DiBucci založenou na životě a díle Charlotte Salomon. Název díla byl Charlotte Salomon: Der Tod und die Malerin (Smrt a malířka). Autorkou choreografie a režisérkou byla Bridget Breiner. Dílo bylo opět založeno na cyklu Život? nebo divadlo?. DiBucci byla původně pověřena komponovat operu o životě a práci Charlotte Salomon režisérkou Marií Zimmermann a dílo mělo být uvedeno v roce 2010 v rámci festivalu Ruhrtriennale v Bochumi. Práce nebyla dokončena kvůli smrti režisérky v roce 2007. O několik let později byla DiBucci oslovena choreografkou Bridget Breiner, která ji požádala, aby dílo upravila na celovečerní balet. Představení Charlotte Salomon: Der Tod und die Malerin obdrželo v roce 2015 cenu Der Faust, nejvyšší německé ocenění v oboru divadla. Bridget Breiner získala dále ocenění za nejlepší choreografii.

#### Charlotte: Tříbarevná hra se zpěvy
V roce 2017 probíhala vzpomínka 100. výročí narození Charlotte Salomon. Při této příležitosti byla uvedena opera Charlotte: Tříbarevná hra se zpěvy (Charlotte: A Tri-Coloured Play with Music) autorů: libreto Alon Nashman, hudba Aleš Březina, scéna a režie Pamela Howard.
Koncertní provedení opery bylo uvedeno v premiéře dne 1. června 2017 v The Isabel Bader Centre for the Performing Arts, Kingston, Ontario, Kanada v nastudování souboru Theaturtle. Dále bylo uvedeno na festivalu v Luminato v Torontu a 1. a 2. července 2017 na World Stage Design Festivalu v Taipei, Tchaj-wan. Tento singspiel „dává malířce úžasně autentický a přesvědčivý hlas na pódiu“.
V Čechách bylo dílo uvedeno v Praze na Nové scéně Národního divadla ve dnech 1. a 2. července 2019 a poté na festivalu Smetanova Litomyšl dne 5. července 2019.

### Filmy
V roce 1981 vytvořil holandský režisér Frans Weisz celovečerní film s názvem Charlotte na téma malířčina života. Hlavní roli hrála rakouská herečka Birgit Doll, Daberlohna hrál Derek Jacobi.
V roce 1992 natočil režisér Richard Dindo film Charlotte, 'vie ou théâtre?', kde hlavní roli hrála Anne Alvaro.
V roce 2011 byl natočen dokument, který odhalil obsah jejího posledního dopisu Wolfsohnovi.
Filmový režisér Bibo Bergeron (který režíroval filmy The Road to El Dorado a Shark Tale pro DreamWorks Animation) v roce 2017 pracoval na filmu o životě a díle Charlotte Salomon. Film nazvaný Charlotte měl mít rozpočet 10 milionů eur. Film měl být dokončen v roce 2018.

## Připomínka
V roce 2006 byla na její památku pojmenována ulice v Berlíně-Rummelsburgu (Charlotte-Salomon-Hain Strasse).
Na domě Wielandstraße 15 v Berlíně-Charlottenburgu, kde se Charlotte Salomon narodila a do roku 1939 žila, je umístěna pamětní deska. Dne 21. dubna 2012 byl před domem zasazen kámen zmizelého (Stolperstein).
Dne 9. května 2015 byla umístěna pamětní deska na plotu již neexistující vily v ulici Rue de l’Ermitage ve Villefranche-sur-Mer, kde malířka v letech 1939–1943 žila. Vzpomínkový obřad proběhl za přítomnosti starosty města Villefranche-sur-Mer, pana Christopha Trojani, a německého konzula, pana Gerda O. Ziegenfeutera, a dalších hostů.

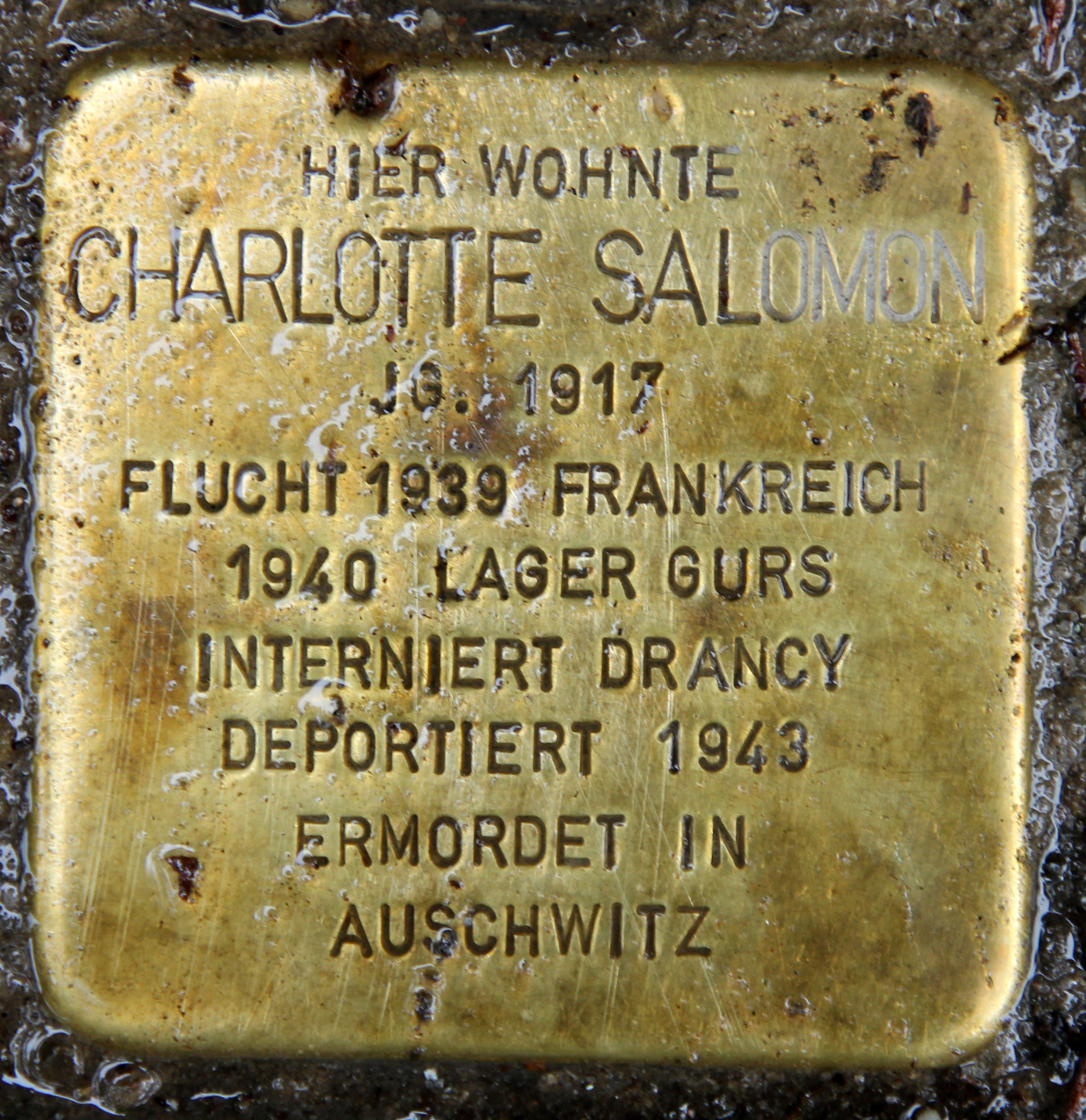
Kámen zmizelého před domem, kde se Charlotte Salomon narodila
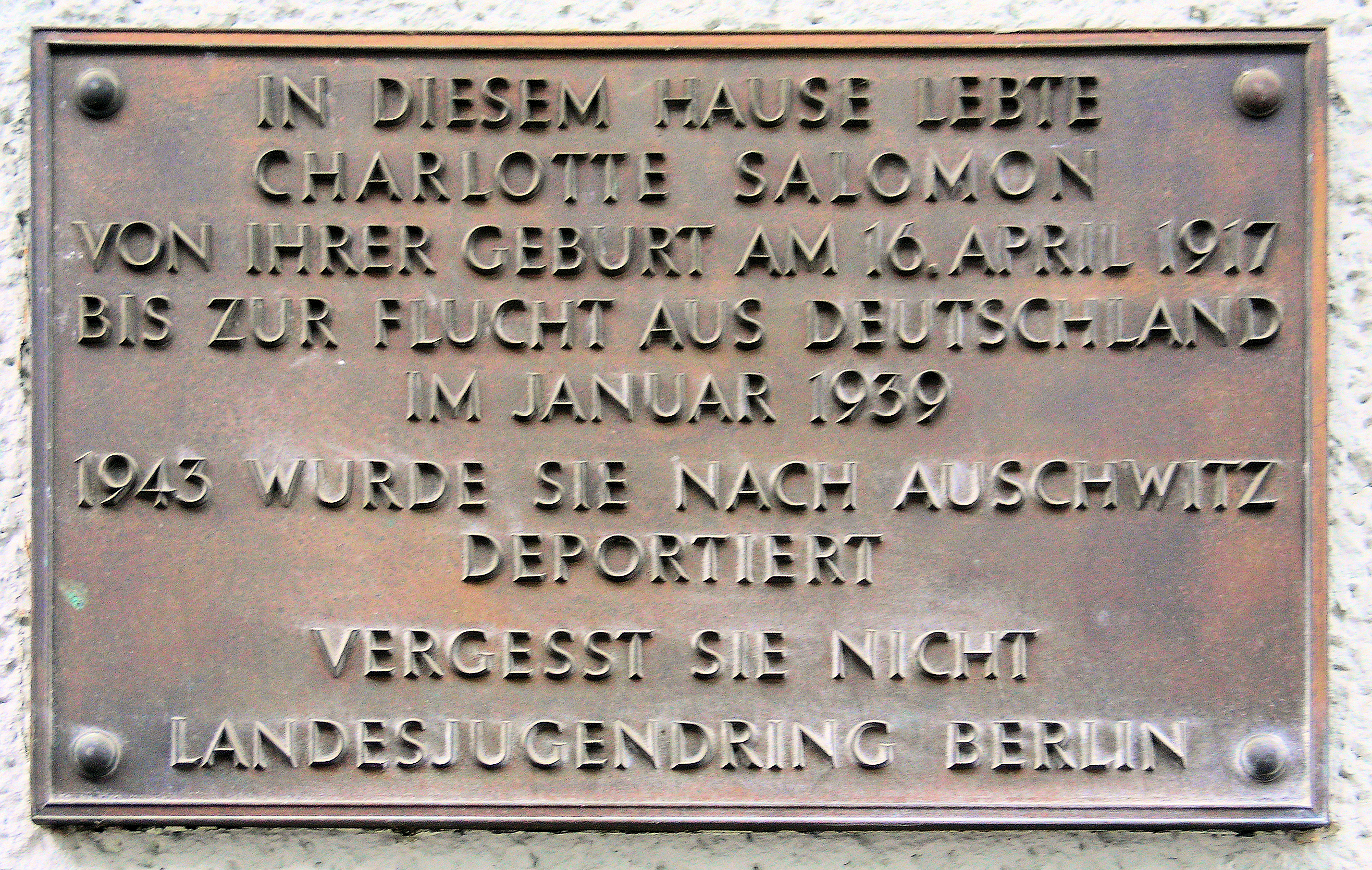
Pamětní deska na témže domě